# Janko Kráľ
Janko Kráľ vagy Král János (Liptószentmiklós, 1822. április 24. – Aranyosmarót, 1876. május 23.) szlovák költő, a szlovák forradalmi költészet megalkotója. Műveinek filozófiája sok hasonlóságot mutat Petőfi munkájával.

## Élete

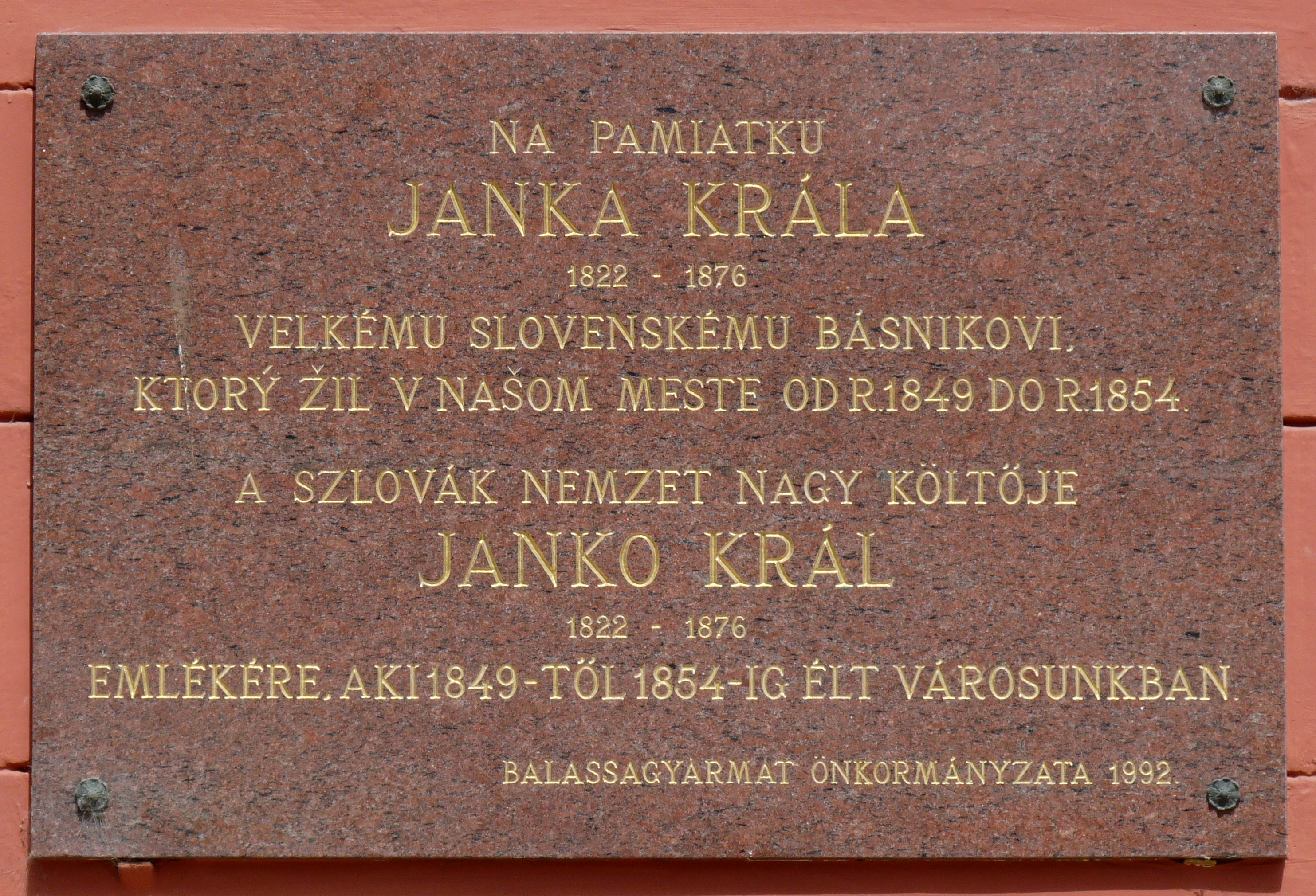
Emléktáblája a hajdani vármegyeháza falán (Balassagyarmat)

Polgári családban született. Édesapja mészáros volt. A Pozsonyi Evangélikus Líceumban tanult jogot, itt kezdett verseket írni, melyek Hurban Nitra (1844) című almanachjában jelentek meg. Kezdeti versei népies műdalok voltak, melyekhez később is szívesen visszatért. Igen sok verse mint népdal maradt fenn. Később Pesten volt kisegítő egy ügyvédi irodában. 
Az 1848-as forradalom kitörése Pesten érte. Látva a tömeg lelkesedését és a forradalom követelményeit, úgy gondolta, hogy a szlovák mozgalomnak is a magyar szabadságharchoz kellene csatlakoznia. Hont vármegyébe ment barátjához, ahol a népet lázította a nemesség ellen. Ezért 10 hónap börtönre ítélték, amit Pesten és Ipolyságon ült le. Szabadulása után megpróbálta meggyőzni Ľudovít Štúrt is, a nemzeti mozgalom vezérét arról, hogy csatlakozzanak a magyar forradalomhoz. Nem járt sikerrel, így meggyőződése ellenére beállt a szlovák önkéntesekhez, akik a magyar szabadságharc ellen harcoltak. 
A szabadságharc végeztével 1849 és 1854 között Balassagyarmaton élt, később mint lázítót, egyik helyről a másikra helyezték, majd állami hivatalától megfosztották. Élete utolsó éveit nagy szegénységben élte Aranyosmaróton, ahol 1876. május 23-án tífuszban halt meg.

## Munkássága

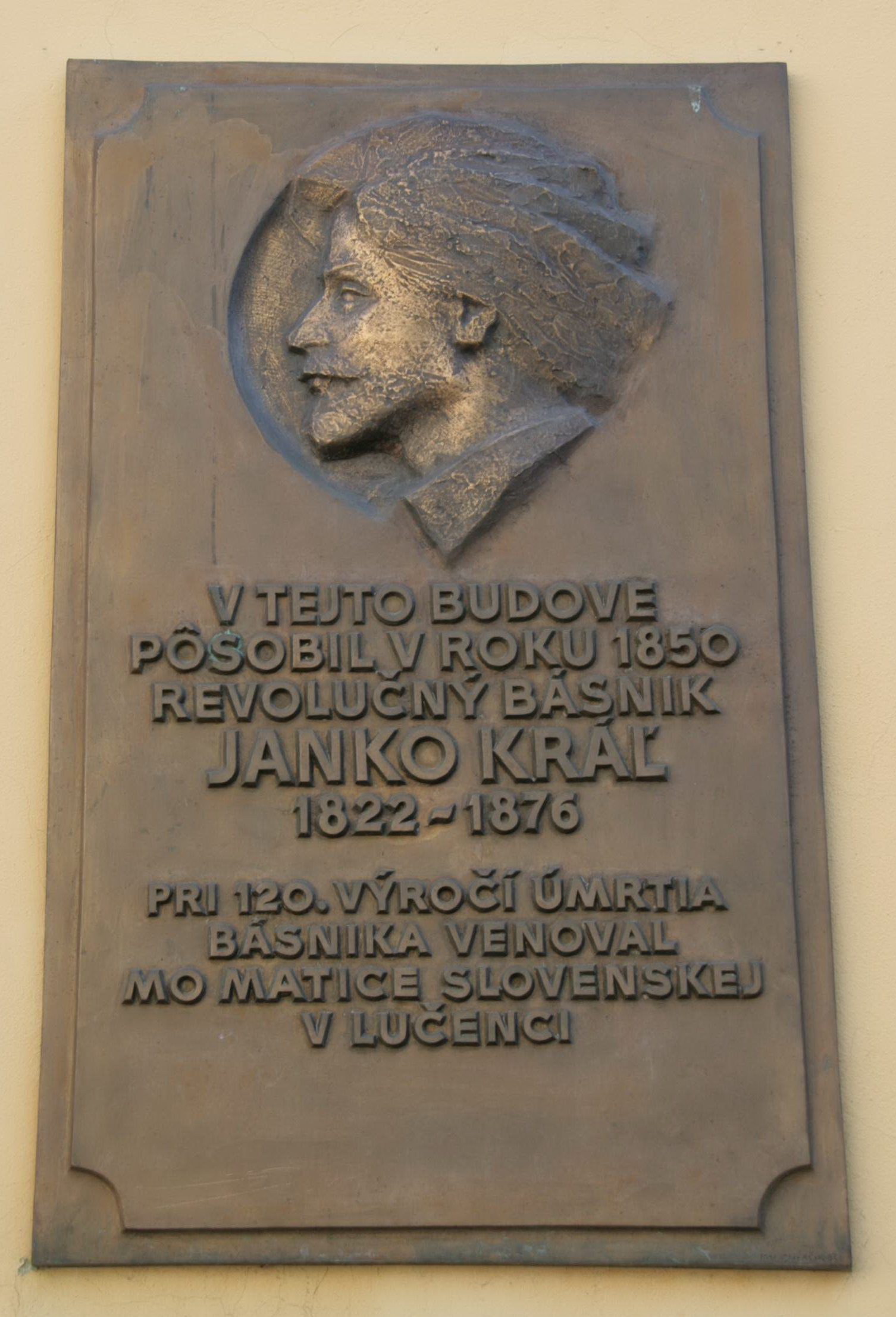
Emléktáblája a Nógrádi Múzeum épületének falán (Losonc)

Műveinek többsége nem maradt fenn írott formában, mivel Kráľ a legtöbb művét megsemmisítette. Műveiben kifejezésre jutnak személyes érzelmei, széles körű társadalmi problémák, a pesszimizmusa és forradalmisága. Stílusa a romantika és a realizmus kettősségével jellemezhető, művei között egyaránt előfordulnak népi ihletésű dalok és filozófiai költemények is. Kortársai Kráľt furcsának találták, túl radikálisnak, ezért gyakran nevezték divný Janko-nak (furcsa Jancsi). Életében sokat bolyongott gyalog, állítólag még Horvátországba is eljutott. Munkásságát 1952-re sikerült rendeznie Milan Pišút irodalomkritikusnak.

### Költemények
- 1893 – Verše Janka Kráľa (Král János versei)
- 1924 – Balady a piesne (Balladák és énekek)
- 1938 – Neznáme básne (Ismeretlen versek)
- 1949 – Výlomky z Jánošíka (Kivonatok Jánošíkból)

### Válogatások
- 1952 – Moja pieseň (Az én énekem)
- 1957 – Balady (Balladák)
- 1961 – Balady a piesne (Balladák és énekek)
- 1969 – Zažíhaj svetlá (Gyújts fényt)
- 1972 – Poézia (Költészet)
- 1976 – Jarná pieseň (Tavaszi ének)
- 1976 – Janko Kráľ vo výbere Milana Rúfusa (Milan Rúfus gyűjtése Janko Kráľtól)
- Dráma sveta (A világ drámája), kiterjedt költői ciklus, melyet kézirat formában Milan Pišút rendezett, 1844 / 1845-ből származik.

### Életmű
- 1952 – Súborné dielo (Életmű), melyet Milan Pišút rendezett.

### Versek
- Zverbovaný (Besorozva)
- Zabitý (Megölve)
- Zakliata panna vo Váhu a divný Janko (Elátkozott szűz a Vágban és furcsa Jancsi)
- Moja pieseň (Az én énekem)
- Pieseň bez mena (Név nélküli ének)
- Vysokourodzenému pánovi Ďurkovi Košuthovi (Tekintetes Kossuth Gyurka úrnak)
- Pesnička na kare (?Ének egy kárén)
- Orol (Sas)
- Potecha (Vigasz)
- Kvet (Virág)
- Pán v trní (Úr a tövisekben)
- Duma bratislavská (Pozsonyi vers)
- Kríž a čiapka (Kereszt és sapka)
- Choč (?Kocsi)
- Slovo (Szó)
- Návrat (Visszatérés)
- Skamenelý (Megkövesült)
- Krivoprísažnica (Hamisan valló)
- Bezbožné dievky (Istentelen lánykák)
- Dve staré pesničky (Két öreg énekecske)
- Dva orly (Két sas)
- Orol vták (Sas madár)
- Kvietok (Virágocska)
- Husár (?Huszár)
- Jedna žiadosť (Egy kérés)
- Hlásnik národa (?Nemzeti rikkancs)
- Pieseň (Ének)
- Starý človek (Az öreg ember)
- Sedliak (Jobbágy)
- Remeselník (Kézműves)
- Počujte všetky sveta národy (Tanítsátok a világ nemzeteit)
- Videnia (Látomások)
- Vojna (Háború)
- Rozprávajte svoj tajný sen (Meséljétek a titkos álmotokat)
- Súd (Bíróság)
- Na rumoch vekov (?Korok romjain)
- Posvätenec (?Szentfazék)
- Janko (Jancsi)
- Žobrák (Koldus)
- Zbojníkova balada (Betyár balladája)
- Krajinská pieseň (A környék éneke)
- Tri vŕšky (Három dombocska)
- Šahy (Ipolyság)
- Duma dvoch bratov (Két testvér verse)
- Duma slovenská na pamiatku zjazdu turčiansko-sv. martinského 6. júna 1861 (Vers a turócszentmártoni 1861. június 6-i szlovák gyűlés emlékére)
- Krakoviaky dobrovoľníkove (Önkéntes dalok)
- Slovo (Szó)

## Magyarul
- Toborzó. Válogatott versek; ford. Tóth Tibor, Végh György, utószó Koncsol László; SVKL–Szépirodalmi, Bratislava–Bp., 1965

## Emléke
- Janko Kráľ Múzeum Liptószentmiklós